# Dostęp warunkowy
Dostęp warunkowy – według ustawy o ochronie niektórych usług świadczonych drogą elektroniczną opartych lub polegających na dostępie warunkowym wszelkie środki, a także przedsięwzięcia techniczne, które warunkują korzystanie z usług chronionych przez indywidualnego usługobiorcę.
Kwalifikacje dostępu warunkowego może uzyskać każdy układ elektroniczny lub informatyczny, który na podstawie technicznego zabezpieczenia uniemożliwia korzystanie z usługi bez upoważnienia usługodawcy. Żeby zastosowane środki i przedsięwzięcia techniczne mogły zostać uznane za system dostępu warunkowego w rozumieniu ustawy o ochronie usług świadczonych drogą elektroniczną opartych lub polegających na dostępie warunkowym, muszą spełniać określone ustawą kryteria.